# Демократична партія Гвінеї
Демократична партія (фр. Parti Democratique de Guinee) — політична партія Республіки Гвінея, що існувала з 14 травня 1947 по 3 квітня 1984 року. У 1958–1984 роках — урядова та єдина партія Гвінеї. У 1978–1984 роках також іменувалась — Партія-держава Гвінея (фр. Parti-Etat de Guinee). У 1952–1984 партію очолював перший президент незалежної Гвінеї Ахмед Секу Туре.

## Історія
Основи створення партії було закладено 1944 року, коли представники Французької комуністичної партії (ФКП), яка тоді набула значного впливу, створили у Гвінеї групи з вивчення марксизму. У квітні 1946 члени тих груп створили Прогресивну партію Гвінеї й у травні сформували делегацію на I з'їзд Африканського демократичного об'єднання (АДО), яке також було під впливом французьких комуністів. Офіційно вважалось, що засновником Прогресивної партії Гвінеї був молодий профспілковий діяч Ахмед Секу Туре. Після з'їзду, 14 травня 1947 року вони створили Гвінейську територіальну секцію АДО — Демократичну партію Гвінеї, яку підтримали групи з вивчення проблем комунізму та профспілкові діячі, пов'язані з комуністичною Загальною конфедерацією праці (ЗКП) Франції. Однак лідером партії став не Секу Туре, який вирішив очолити Гвінейську секцію ЗКП, а уродженець Малі Мадейра Кейта. Основними вимогами партії були — здобуття Гвінеєю політичної незалежності й ліквідація її культурної та економічної відсталості.
З 1949 року в партії загострювався конфлікт між прибічниками Мадейри Кейти та лівими профспілковими лідерами. 1952 профспілкові активісти скористались тим, що Кейта був заарештований та висланий французькою владою, усунули його від керівництва партією та посіли в ній ключові позиції. Колишній лідер партії не повернувся до Гвінеї й пізніше продовжив політичну кар'єру у Французькому Судані (нині Малі). Демократичну партію Гвінеї очолив Ахмед Секу Туре, який до того часу керував лівими профспілками всієї Французької Західної Африки.
Новим керівникам удалось за короткий термін перетворити ДПГ на загальногвінейську партію за типом національного фронту, що об'єднувала прямо або через профспілки широкі верстви населення. 1957 партія без проблем здобула перемогу у виборах до Територіальної асамблеї (отримавши 57 місць із 60) і Секу Туре очолив колоніальний уряд. Наприкінці того ж року влада на місцях перейшла від французької адміністрації до функціонерів Демократичної партії Гвінеї. У липні 1958 року III з'їзд ДПГ, не чекаючи на здобуття незалежності та вихід французької адміністрації, ухвалив рішення про кооперування сільського господарства й дрібного ремісничого виробництва. 14 вересня 1958 року Конференція партії закликала гвінейців проголосувати на референдумі проти нової Конституції Франції, за незалежність Гвінеї. Заклик виявився дуже дієвим — Гвінея стала єдиною з колоній Франції, яка відкинула Конституцію та проголосила незалежність.
З точки зору ідеології ДПГ характеризували і як національно-демократичну, і як революційно-демократичну, і як ліву, і як ультраліву партію тощо. При цьому основи її ідеології упродовж чверті століття правління Гвінеєю формально змінювались мало.
Домігшись влади, незалежності країни та можливості проводити глибокі реформи, ДПГ почала шукати шляхи некапіталістичного розвитку країни. До створення нової ідеології партії долучились і націоналісти, і «селянські соціалісти», й іслам, і маркистсько-ленінська теорія. 1962 року партія офіційно проголосила курс на соціалізм.

### При владі
Вже за місяць після того як Гвінея стала незалежною державою, у листопаді 1958 Конференція ДПГ ухвалила рішення розірвати й без того формальні відносини з Африканським демократичним об'єднанням.
У грудні 1958 до партії приєдналась остання з політичних сил країни — Союз народностей Гвінеї — і ДПГ стала єдиною політичною партією в країні. Після цього фактично встановилась однопартійна система. З'їзд 1959 року ухвалив рішення про запровадження планової економіки, національної грошової одиниці, повної кооперації сільського господарства й ліквідації неписьменності населення.
У січні 1975 року розпочався новий етап в історії ДПГ, коли Секу Туре оприлюднив свою ідею Партії-держави. Відповідно до тієї концепції мало статись злиття партії як політичного інструменту реалізації влади народу з державою як технічним інструментом реалізації влади народу. Партію було перейменовано на Партію-державу Гвінея (ПДГ), нову назву отримала й країна — Гвінейська Народна Революційна Республіка.
Тим часом економічне становище Гвінеї далі погіршувалося. 1978 рік відзначився масовими заворушеннями населення, що супроводжувались убивствами місцевих партійних керівників. Після цього партійне життя було дещо демократизовано. Режим почав активно залучати іноземний капітал і зовнішні позики. Утім курс на змішану економіку не встиг принести результатів.

### Розпуск партії
3 квітня 1984 року до влади у Гвінеї прийшли військовики, які того ж дня розпустили партію та заборонили її громадські організації.
1992 Ель-Хадж Ісмаїл Мухаммед Гасем Гуссейн заявив про відродження ДПГ під назвою — Демократична партія Гвінеї — Африканське демократичне об'єднання. На виборах 30 червня 2002 року вона здобула 3,4 % голосів і 3 (зі 114) місця у парламенті.